# Dylan Lee
Dylan Lee (Dinuba, California, 1 de agosto de 1994) es un jugador profesional estadounidense de béisbol que se desempeña en la posición de lanzador en Atlanta Braves, equipo de las Grandes Ligas de Béisbol (MLB).

## Carrera
Fue seleccionado en la décima ronda en el Draft de la MLB de 2016. En 2021 hizo su debut profesional con el equipo Atlanta Braves, donde lleva jugando cuatro temporadas.